# تعطیلات ساحلی تابستان گذشته
تعطیلات ساحلی تابستان گذشته (سوئدی: Strandhugg i somras) یک فیلم درام سوئدی به کارگردانی میکل اییکمان است که در سال ۱۹۷۲ منتشر شد. از بازیگران آن می توان به استلان اسکاشگورد و بوریه نیبری اشاره کرد. این یکی از نخستین فیلم‌های سینمایی است که استلان اسکاشگورد در آن بازی کرد و در آن هنگام ۲۱ سال داشت.